# Титов, Вячеслав Александрович
Вячесла́в Алекса́ндрович Тито́в (10 марта 1971, Тула — 28 декабря 2011, Москва) — советский и российский актёр театра и кино. Наиболее известен по роли наркоторговца Олега Шилкина в телесериале «Глухарь».

## Биография
Вячеслав Титов родился 10 марта 1971 года в Туле.
Мать - Титова Людмила Дмитриевна. До 2012 года работала учительницей начальных классов в 28 школе (в настоящее время МБОУ ЦО 31) города Тулы.  
С двенадцати лет он начал заниматься в Народном театре дворца культуры МЗ.
Талант юного актёра отметили местные режиссёры, и в 1985 году Вячеслав был приглашен сразу в два театра — в труппу Тульского академического театра им. М.Горького и в Тульский областной театр юного зрителя. Был задействован в театре моды «Контур».
В академическом театре он играл в спектаклях: «Характеры» Шукшина и «Почём фунт лиха» Бакланова (причем, эта роль была на немецком языке). В ТЮЗе Вячеслав Титов был задействован в постановках: «Завтра была война» Бориса Васильева (роль — Артём), «Солнечный удар» Яковлева, «Школьный Анекдот» Хмелика и др.
В 1989 году Вячеслав Титов поступил в Воронежский государственный институт искусств на кафедру актёр театра драмы и кино, курс профессора В. В. Бугрова. Его сокурсниками были Андрей Егоров, Сергей Астахов, Дмитрий Дьяченко и Нина Чусова.. В том же году актёр был приглашен главным режиссёром Воронежского академического театра драмы имени Кольцова А. Ивановым на роль Роджера в пьесе Эдварда Олби «Всё в саду». Чуть позже Титов сыграл Войницева в пьесе Чехова «Безотцовщина».
В 1993 году по окончании ВГИИ Вячеслав Титов уехал в Санкт-Петербург и поступил в труппу Академического театра им. Ленсовета под руководством народного артиста СССР профессора И. П. Владимирова. Долго он там не пробыл. Спустя год Вячеслав перебрался в столицу и стал актёром Московского академического театра им. В. Маяковского. На этой сцене он сыграл в спектаклях: «Да здравствует королева, виват!», «Как вам это полюбится?» Шекспира, «Чума на оба ваши дома» Григория Горина, «Очень простая история», «Забавы Дон Жуана», «Развод по-мужски», «Авантюристы».
Кроме того, Вячеслав Титов принимал участие в постановках Театральное агентства «ЛеКур»: «Летучая мышь» Николая Эрдмана и «Вендетта-Бабетта» А Коровкина.
В 1994 году он дебютировал в кино, исполнив роль Адася в фильме «Цветы провинции». За неё он был награждён Государственной премией Белоруссии, однако вновь появился на экране только в новом веке, сыграв Андрея в «Парижском антикваре» и Семёнова в сериале «Марш Турецкого», после чего снимался в кино постоянно. Среди его ролей: Алик Фрадис в сериале «Рублевка Live», продюсер Кац в сериале «Авантюристка», Александр Леонидович Согладаев в сериале «Острог. Дело Федора Сеченова», владелец галереи Константин Мережко в сериале «Безмолвный свидетель», Костя Рыжов в сериале «Час Волкова», Хасан в сериале «Знахарь», наркодилер Олег Шилкин в сериале «Глухарь», уголовник и браконьер Сашка Крюков по кличке Крюк в сериале «Хозяйка тайги», Эдуард в сериале «Зверобой» и др.

### Смерть и её расследование
Скончался на 41-м году жизни 28 декабря 2011 года, 10:20. Вячеслав Титов был найден задушенным в собственной квартире по адресу г. Москва, Новорогожская улица, № 38, кв. 14.
3 января 2012 года в храме Сергия Радонежского в Туле, а похороны — на Смоленском кладбище. У актёра осталась малолетняя дочь Стефания.
27 января 2013 года стало известно, что убийца Вячеслава Титова был установлен и объявлен в федеральный розыск. 18 декабря того же года предполагаемый убийца был задержан во Владикавказе. Им оказался 23-летний Давид Засеев, который уже на следующий день признал свою вину. Предварительная картина такова, что в ночь убийства Засеев, руководствуясь личными мотивами, нанёс Титову два удара по голове неустановленным предметом, после чего надел на голову актёра пакет и задушил его брючным ремнём.
Суд приговорил Засеева к 9 годам лишения свободы с отбыванием наказания в колонии строгого режима.

## Творчество

### Роли в театре

#### Театр Маяковского
- «Да здравствует королева, виват!» — Дэйвисон
- «Как вам это полюбится?» — Сильвий
- «Чума на оба ваши дома» — Бенволио
- «Очень простая история» — Пес Крепыш
- «Забавы Дон Жуана»
- «Развод по-мужски» — Стиви
- «Авантюристы» — Джон Смитт
- «Мёртвые души»
- «Карамазовы»
- «Карлик» — брат Рокко
- «Жертва века» — Лакей
- «Театральный романс»
- «Входит свободный человек» — Кармен
- «Наполеон Первый» — Жозеф
- «Ящерица» — Долгоносик
- «Иван-царевич» — Кощей Бессмертный
- «Золотой ключик» — Папа Карло

#### Тульский государственный академический театр драмы имени М. Горького
- «Характеры»
- «Почём фунт лиха» (роль на немецком языке)

#### Тульский областной театр юного зрителя
- «Завтра была война» — Артем
- «Солнечный удар»
- «Школьный Анекдот»

#### Воронежский академический театр драмы имени А. В. Кольцова
- «Всё в саду» — Роджер
- «Безотцовщина» — Войницев

#### Театральное агентство "ЛеКур"
- «Летучая мышь» — Амалия, Тюремщик, Альфред
- «Вендетта-Бабетта» — Сергей

### Роли в кино
- 2012 — УГРО. Простые парни-4 — Тетерин
- 2012 — СК — бандит
- 2012 — Петрович — прокурор
- 2012 — Зверобой-3 — Эдуард
- 2012 — Дорога на остров Пасхи — подручный Рогова
- 2012 — Zолушка — главный редактор
- 2011 — Лесник — Урюк
- 2010 — Вы заказывали убийство (сериал) — милиционер Кубышкин (9-я сер)
- 2010 — МУР — Бронислав Музыка
- 2010 — Зверобой-2 — Эдуард
- 2010 — Дикий-2 — «Штырь»
- 2010 — «Алиби» на двоих (фильм 9-й «Наследница») — Алик Котов, фотограф
- 2010 — Погоня за тенью — Павел Алексеевич Масленников
- 2010 — Час Волкова — 4 — Шнурок
- 2010 — Тонкая Дипломатия
- 2010 — Медвежий угол — Штырь
- 2010 — Логово змея — Леньчик
- 2009 — Час Волкова — 3 — Петюня
- 2009 — Кошки
- 2009 — Хозяйка тайги (фильм «Сезон охоты») — Сашка Крюков («Крюк»), уголовник и браконьер
- 2009 — Эгоист — Фролов
- 2009 — Знахарь — Хасан
- 2008 — Глухарь — Шилкин Олег («Шило»), наркодилер
- 2008 — Всё кончено
- 2008 — Пиромания
- 2008 — Этот город
- 2008 — Искупление
- 2008 — Галина — журналист
- 2008 — Братья-детективы — «Мотыль»
- 2007-2009 — След — Сорокин, отец погибшего юноши
- 2007 — Час Волкова — Костя Рыжов
- 2007 — Шалава
- 2007 — Ирония судьбы. Продолжение — маленький милиционер
- 2007 — 2008 — Безмолвный свидетель — Константин Мережко, владелец галереи
- 2007 — Угон
- 2006 — Острог. Дело Федора Сеченова — Согладаев Александр Леонидович, Беспредельщик Абрикос
- 2006 — Любовь и страхи Марии — Валера
- 2006 — Грозовые ворота — Кириенко, боец разведгруппы спецназа ГРУ
- 2005 — Рублевка Live — Алик Фрадис
- 2005 — Охота на асфальте — Орлик
- 2005 — Авантюристка — эпизод
- 2004 — Московская сага — Начальник концлагеря
- 2003 — Сыщик без лицензии
- 2003 — Гололед — Мент
- 2002 — Чума на оба ваши дома! (телеспектакль) — Бенволио
- 2002 — Звезда
- 2001 — Парижский антиквар — Андрей
- 1994 — Цветы провинции (Беларусь) — Адась

## Признание и награды
- Государственная премия республики Беларусь за исполнение роли Адася в фильме «Цветы провинции» (1996 г., реж. Д.Зайцев, киностудия Беларусьфильм)